# 나자레노 카세로

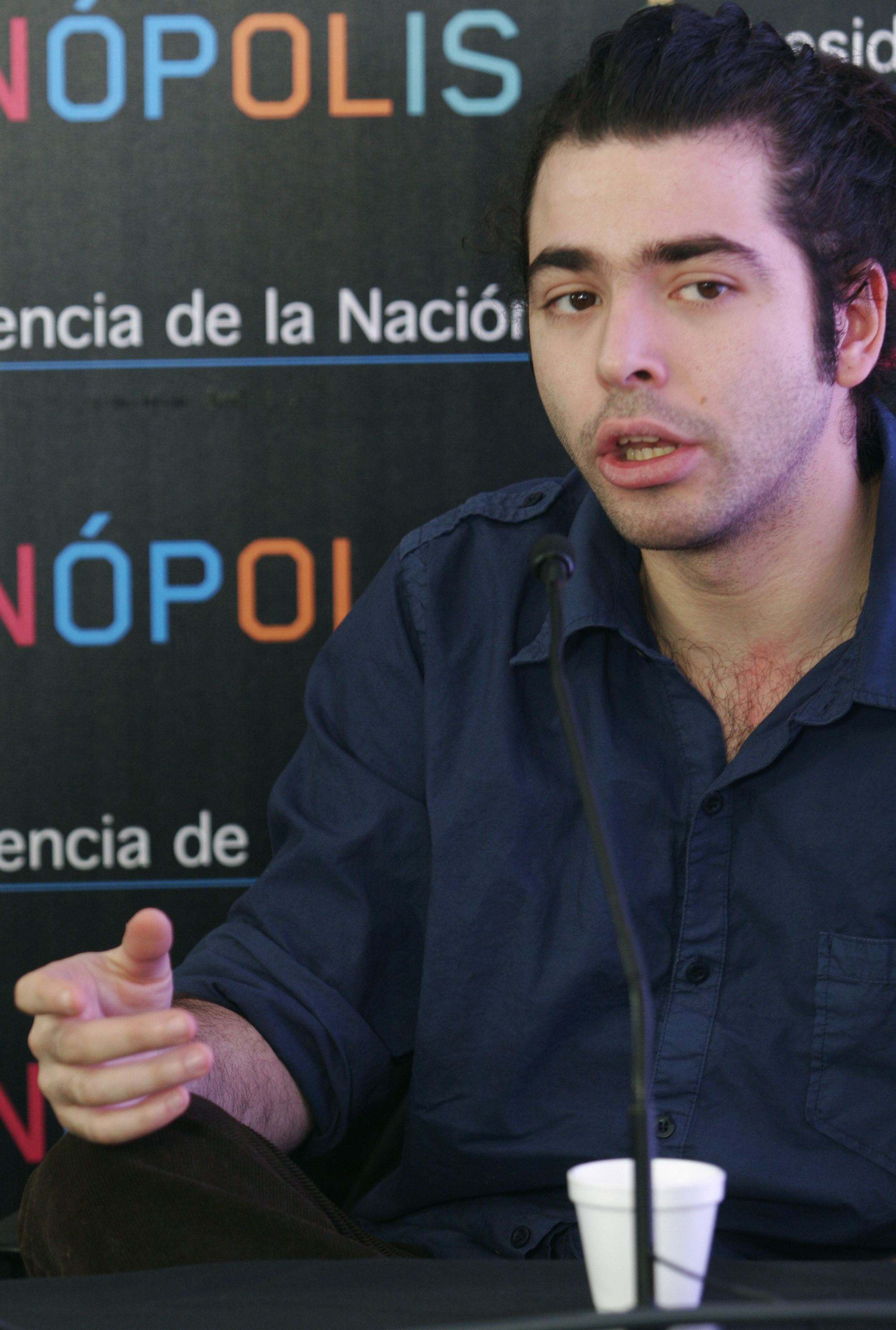

나자레노 카세로(Nazareno Casero, 1986년 6월 19일 ~ )는 아르헨티나의 배우, 텔레비전 배우이다.

## 영화
- 로만 (2018년)
- 하이퍼솜니아 (2016년)
- 아발라이 (2010년)
- 썸 플레이스 노웨어 (2009년)
- 부에노스 아이레스 1977 (2006년) - 기예르모 역